# George Passmore (giocatore di lacrosse)
George William Passmore (St. Louis, 24 agosto 1889 – Florissant, 22 settembre 1952) è stato un giocatore di lacrosse statunitense, vincitore di una medaglia d'argento nel lacrosse maschile a squadre ai Giochi della III Olimpiade.
È il fratello di William Passmore.

## Palmarès
In carriera ha conseguito i seguenti risultati:
- Giochi olimpici

Saint Louis 1904: argento nel lacrosse maschile a squadre.